# Bokwerd

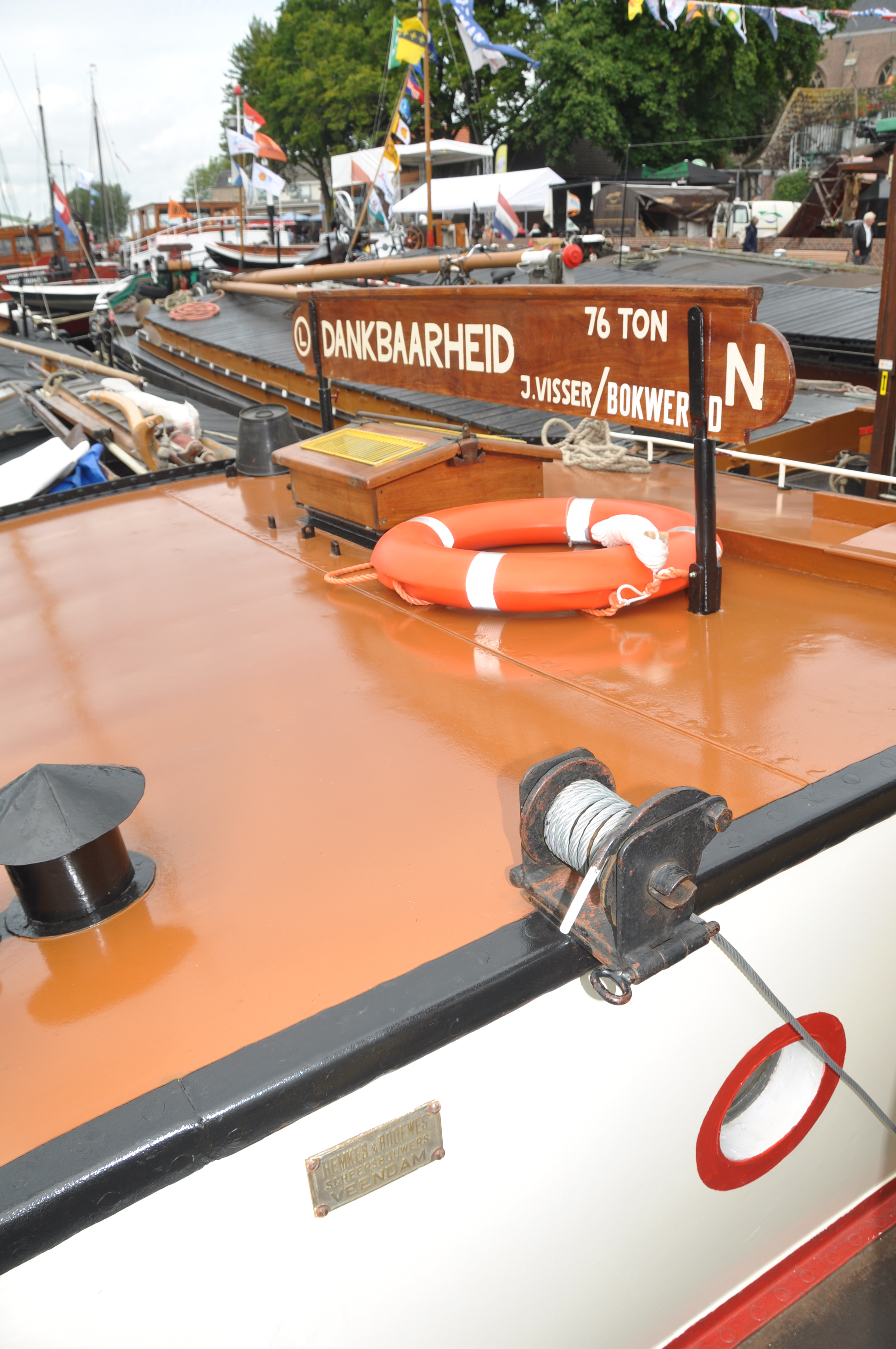
Ook in de binnenvaart wordt Bokwerd niet vergeten.

Bokwerd (Fries: Bokwert) is een fictief dorp in Friesland. Het is bekend uit satirische cursiefjes die tussen oktober 1970 en april 1992 wekelijks in de Leeuwarder Courant verschenen, zogenaamd overgenomen uit het fictieve weekblad Bokwerder Belang.
Het dorp beschikt naast dit weekblad over een voetbalclub (Bokwerder Boys), een toneelvereniging (Fleurich Op), een vereniging Plaatselijk Belang, de Vrouwenvereniging Draagt Elkanders Lasten en de ijsclub Lytse Germ. In Bokwerd wonen onder andere Doeke Vaartjes (voorzitter van de vereniging Plaatselijk Belang), de weduwe Fokeltje Snikstra-Weening (baker), de plaatselijke auteur Gosse Ongemak, Iebele Flapper, Harke Heidstra, Jan Visser (winkelier), oud-koloniaal Bote Bijster, de plaatselijke agoog drs. Gijsbert Willemoed, en de gepensioneerde Wabbe Wisses Rzn - de zogenaamde schrijver van de stukjes. Men komt bijeen in dorpshuis Us Thús en café Bakker.
De angst om achtergesteld te worden bij de Hoofdplaats speelt in de stukjes een belangrijke rol. Verder wordt mild de spot gedreven met allerlei maatschappelijke verschijnselen uit de jaren zeventig en tachtig, zoals de vrouwenemancipatie, de uitdijende verzorgingsstaat, de ontluikende aandacht voor het milieu, en de bureaucratie; dit alles in een zelfbedachte taal: het "Bokwerders". Bokwerders klinkt Hollands, maar heeft een Friese grammatica en Fries idioom: het is verhollandst Fries, Fries in een Hollands jasje.
De stukjes verschenen vanaf 26 oktober 1970 wekelijks in de rubriek Fries Mozaïek. De naam Bokwerder Belang werd bedacht door Arthur Vandamme destijds chef van de provincieredactie van de Leeuwarder Courant. Van het oorspronkelijke plan om verschillende provincieredacteuren beurtelings uit Bokwerder Belang te laten citeren werd al snel afgezien; alleen Rink van der Velde, die met Fries Mozaïek van fusiepartner Friese Koerier naar de Leeuwarder Courant was gekomen, blonk uit in het Bokwerders. Van der Velde zou hierbij zijn geïnspireerd door LC-correspondent Visser uit Molkwerum die, hoewel Fries in hart en nieren, de wederwaardigheden in zijn dorp in een hoogdravend soort Nederlands, vol frisismen, zou hebben beschreven. Hij verzon ook de naam van de fictieve redacteur, die hij ontleende aan de Wabbe Wissesstrjitte te Gorredijk waar hij destijds woonde.
De laatste aflevering van Bokwerder Belang verscheen op 10 april 1992.
In 1973, 1977 en 1979 verschenen bundels van de stukjes. In 1983 volgde een stripverhaal Bokwert en it oanbegjin / Bokwert en it swarte jild. In 1988 werden de drie reeds verschenen bundels opnieuw uitgebracht, nu in één band. Uitgeverij de Friese Pers Boekerij organiseerde ter gelegenheid van het verschijnen van deze uitgave een schrijfwedstrijd voor verhalen in de trant van Bokwerder Belang. De juryleden Pieter de Groot, Abe de Vries en Jelma Knol bundelden vijftig inzendingen onder de titel Bokwerd en ander gegriem (2009).
Nadat Rink van der Velde in februari 2001 was overleden lieten twee vrienden een overlijdensadvertentie voor Wabbe Wisses plaatsen.